# SN 2011hb
SN 2011hb – supernowa typu Ia odkryta 24 października 2011 roku w galaktyce NGC 7674. W momencie odkrycia miała maksymalną jasność 18,80m.